# Кросс-Плейнс (містечко, Вісконсин)
Кросс-Плейнс (англ. Cross Plains) — місто (англ. town) в США, в окрузі Дейн штату Вісконсин. Населення — 1494 особи (2020).

## Демографія
Згідно з переписом 2010 року, у місті мешкало 1507 осіб у 581 домогосподарстві у складі 449 родин. Було 613 помешкання
Расовий склад населення:
| - 97,9 % — білих - 0,3 % — азіатів - 0,2 % — корінних американців - 0,1 % — вихідців з тихоокеанських островів - 0,1 % — чорних або афроамериканців |

До двох чи більше рас належало 1,0 %. Частка іспаномовних становила 1,7 % від усіх жителів.
За віковим діапазоном населення розподілялося таким чином: 22,2 % — особи молодші 18 років, 62,7 % — особи у віці 18—64 років, 15,1 % — особи у віці 65 років та старші. Медіана віку мешканця становила 46,1 року. На 100 осіб жіночої статі у місті припадало 109,0 чоловіків;  на 100 жінок у віці від 18 років та старших — 111,0 чоловіків також старших 18 років.
Середній дохід на одне домашнє господарство  становив 144 961 долар США (медіана — 113 056), а середній дохід на одну сім'ю — 162 436 доларів (медіана — 127 500). Медіана доходів становила 74 943 долари для чоловіків та 55 000 доларів для жінок. За межею бідності перебувало 2,8 % осіб, у тому числі 4,3 % дітей у віці до 18 років та 2,9 % осіб у віці 65 років та старших.
Цивільне працевлаштоване населення становило 819 осіб. Основні галузі зайнятості: освіта, охорона здоров'я та соціальна допомога — 20,5 %, науковці, спеціалісти, менеджери — 15,4 %, будівництво — 11,5 %, фінанси, страхування та нерухомість — 8,9 %.